# مهلا مؤمن‌زاده
مهلا مؤمن‌زاده (زادهٔ ۲۴ شهریور ۱۳۸۱) تکواندوکار ایرانی است. او در مسابقات جهانی تکواندو ۲۰۱۹ در منچستر انگلستان در کلاس وزن ۴۶ کیلوگرم زنان مدال نقره را کسب کرد.